# Sailly-le-Sec
Sailly-le-Sec és un municipi francès situat al departament del Somme i a la regió de Nord - Pas de Calais - Picardia. L'any 2007 tenia 365 habitants.

## Demografia

### Població

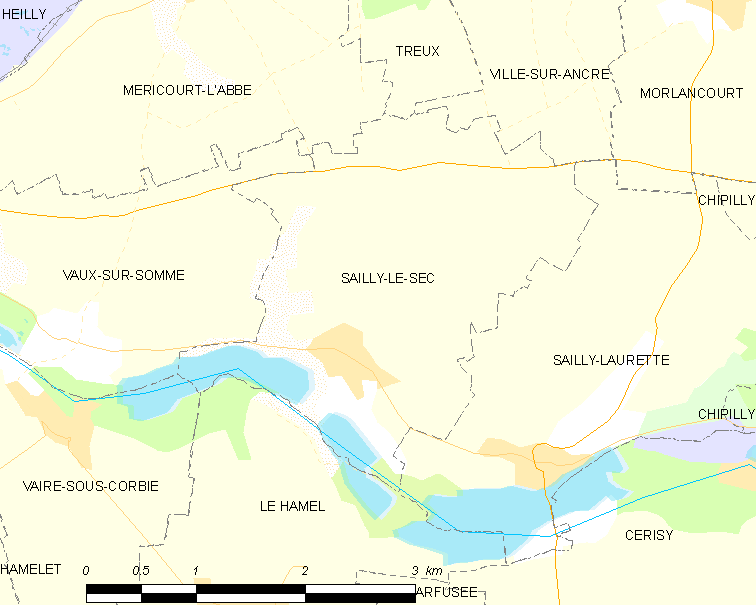

El 2007 la població de fet de Sailly-le-Sec era de 365 persones. Hi havia 132 famílies de les quals 29 eren unipersonals (12 homes vivint sols i 17 dones vivint soles), 41 parelles sense fills, 58 parelles amb fills i 4 famílies monoparentals amb fills.
La població ha evolucionat segons el següent gràfic:
Habitants censats

### Habitatges
El 2007 hi havia 145 habitatges, 133 eren l'habitatge principal de la família, 9 eren segones residències i 3 estaven desocupats. Tots els 144 habitatges eren cases. Dels 133 habitatges principals, 119 estaven ocupats pels seus propietaris, 6 estaven llogats i ocupats pels llogaters i 7 estaven cedits a títol gratuït; 3 tenien dues cambres, 24 en tenien tres, 50 en tenien quatre i 56 en tenien cinc o més. 99 habitatges disposaven pel capbaix d'una plaça de pàrquing. A 53 habitatges hi havia un automòbil i a 66 n'hi havia dos o més.

### Piràmide de població

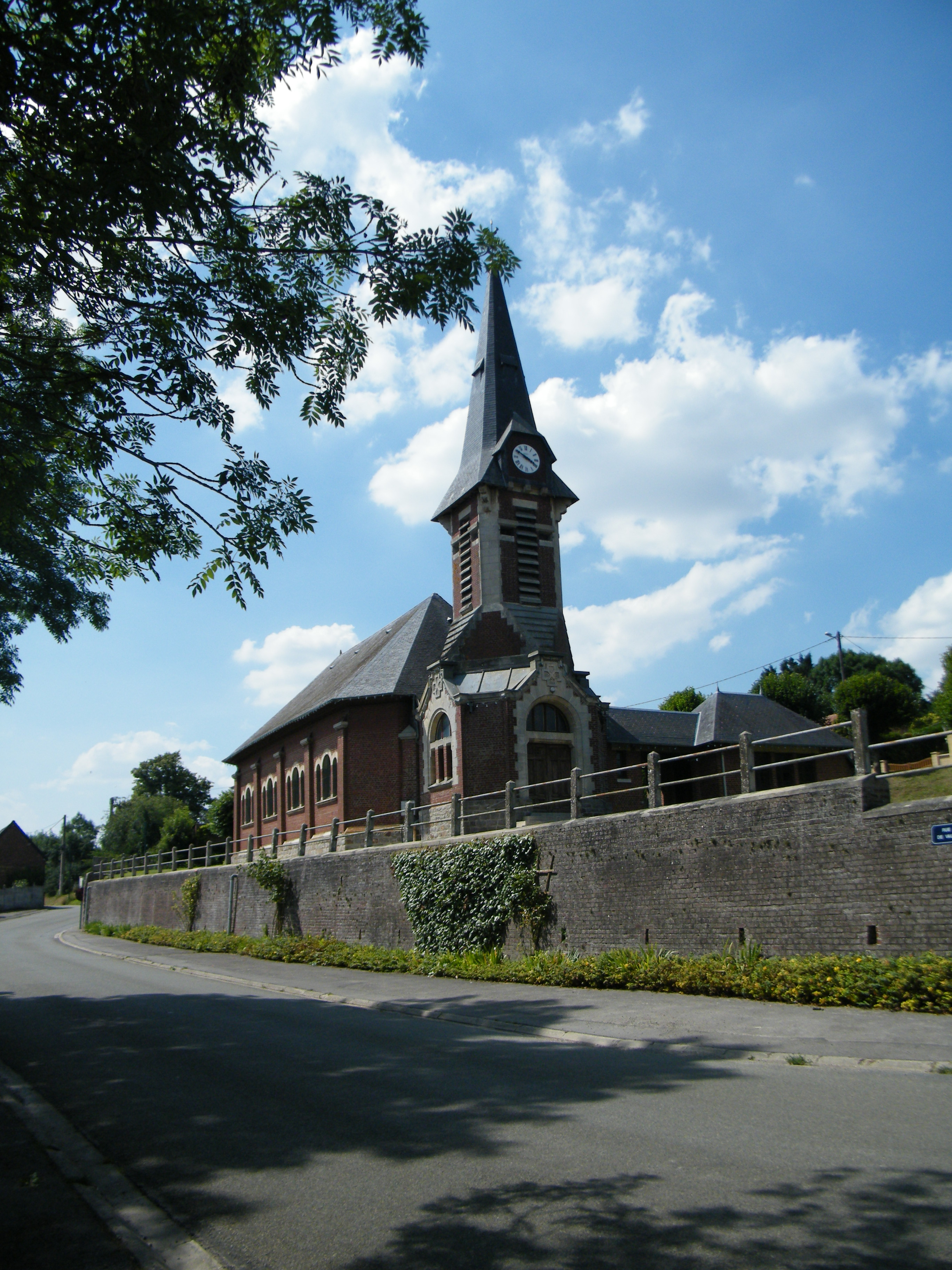

La piràmide de població per edats i sexe el 2009 era:

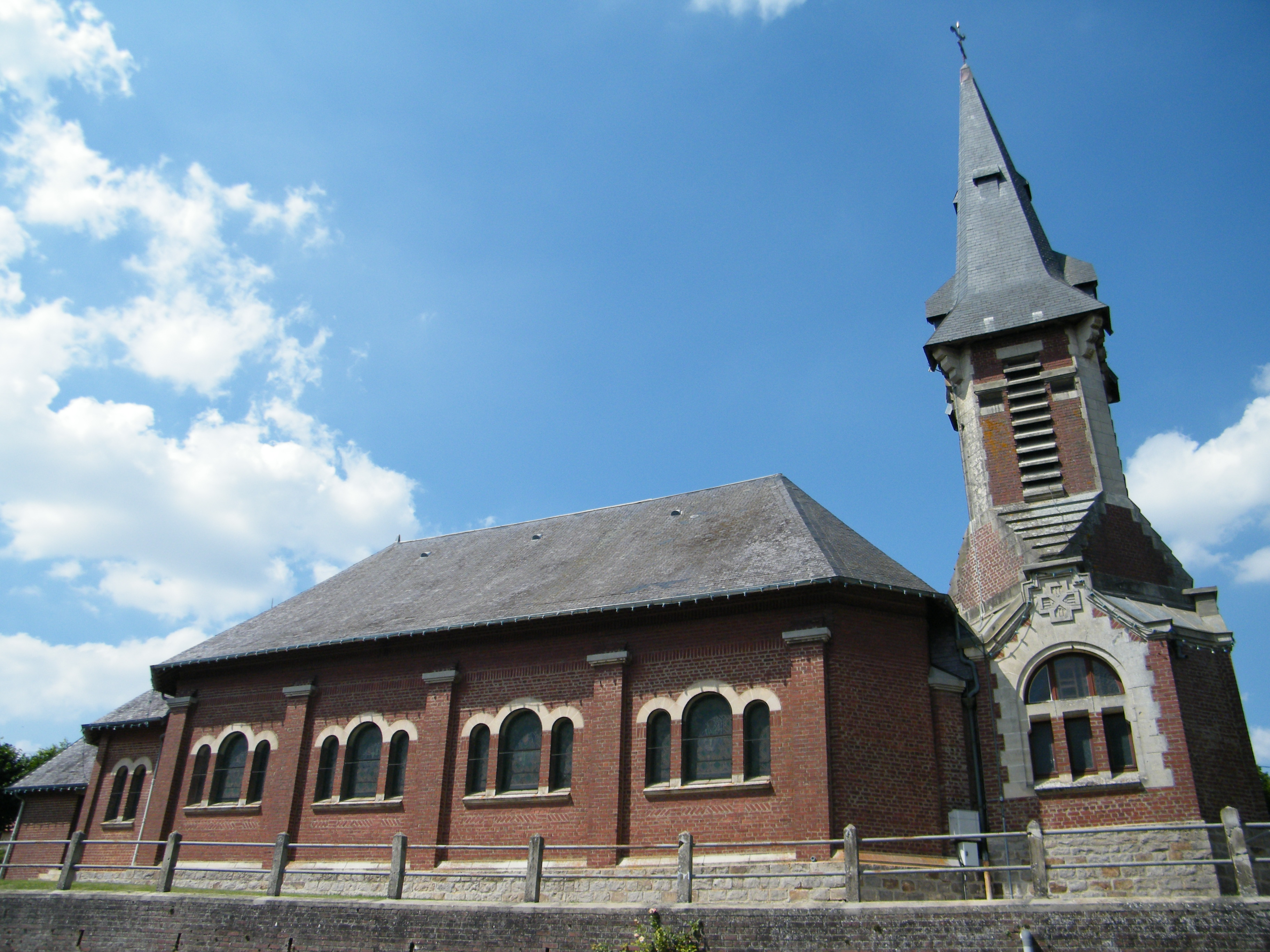

| Homes | Edats   | Dones |
| ----- | ------- | ----- |
| 0     | 95 o +  | 0     |
| 0     | 90 a 94 | 0     |
| 4     | 85 a 89 | 0     |
| 0     | 80 a 84 | 4     |
| 4     | 75 a 79 | 8     |
| 8     | 70 a 74 | 8     |
| 4     | 65 a 69 | 8     |
| 8     | 60 a 64 | 0     |
| 8     | 55 a 59 | 20    |
| 8     | 50 a 54 | 4     |
| 12    | 45 a 49 | 8     |
| 20    | 40 a 44 | 12    |
| 4     | 35 a 39 | 8     |
| 16    | 30 a 34 | 8     |
| 0     | 25 a 29 | 4     |
| 4     | 20 a 24 | 12    |
| 12    | 15 a 19 | 12    |
| 8     | 10 a 14 | 8     |
| 0     | 5 a 9   | 12    |
| 12    | 0 a 4   | 4     |

## Economia
El 2007 la població en edat de treballar era de 227 persones, 162 eren actives i 65 eren inactives. De les 162 persones actives 148 estaven ocupades (87 homes i 61 dones) i 13 estaven aturades (5 homes i 8 dones). De les 65 persones inactives 25 estaven jubilades, 19 estaven estudiant i 21 estaven classificades com a «altres inactius».

### Ingressos
El 2009 a Sailly-le-Sec hi havia 125 unitats fiscals que integraven 334 persones, la mediana anual d'ingressos fiscals per persona era de 15.368 €.

### Activitats econòmiques
Dels 8 establiments que hi havia el 2007, 3 eren d'empreses de construcció, 1 d'una empresa de transport, 1 d'una empresa d'hostatgeria i restauració, 2 d'empreses de serveis i 1 d'una entitat de l'administració pública.
Dels 3 establiments de servei als particulars que hi havia el 2009, 1 era una fusteria, 1 lampisteria i 1 electricista.
L'any 2000 a Sailly-le-Sec hi havia 12 explotacions agrícoles que ocupaven un total de 408 hectàrees.

## Equipaments sanitaris i escolars
El 2009 hi havia una escola elemental integrada dins d'un grup escolar amb les comunes properes formant una escola dispersa.

## Poblacions més properes
El següent diagrama mostra les poblacions més properes.